# Gran carnaval internacional de la Amistad

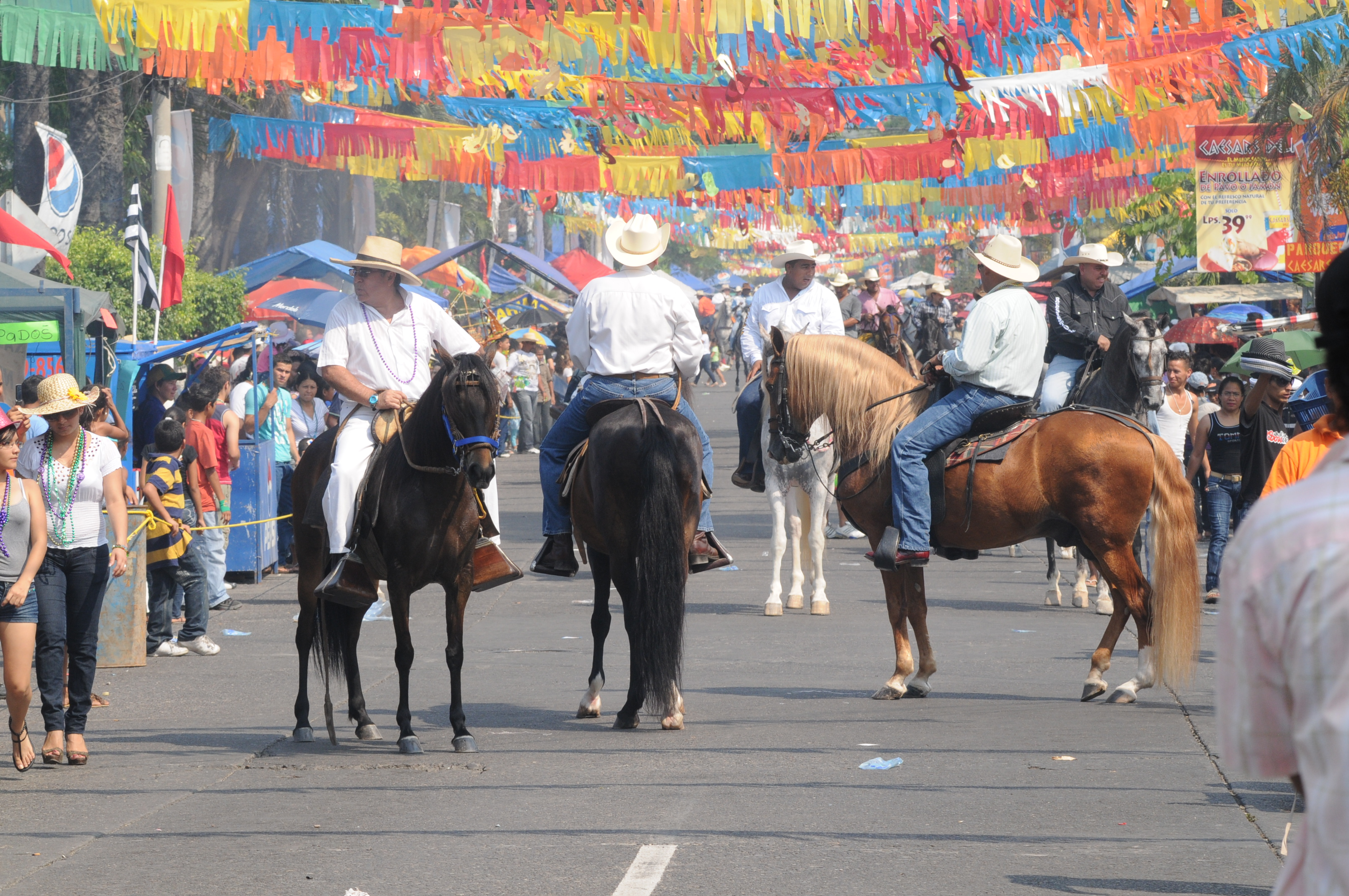
Desfile de caballos.

El Gran carnaval internacional de la Amistad es una celebración anual que se realiza en La Ceiba, Honduras, y se celebra el tercer sábado de mayo. El evento es en honor a San Isidro Labrador, el santo patrón de la ciudad. La celebración comienza al menos una semana antes del evento principal, que es un gran desfile seguido de una fiesta por la Avenida San Isidro.

## Origen del Carnaval
Gran parte de la fama que posee La Ceiba se debe a la celebración de su feria dedicada a su patrón, San Isidro Labrador en el mes de mayo. Esperada por gente de todas las edades, estratos y nacionalidades, el evento se desarrolla con varias actividades que incluyen los carnavalitos de los diferentes barrios, y culmina con El Gran Carnaval o Carnaval de la Amistad, donde muchachas ceibeñas lucen lujosos trajes de fantasía, formando un todo con el agitado ritmo de las danzas locales.
Los patrocinadores confirmaron la participación de Las Chicas Roland’s, Los Roland’s, Chicas Zambat, La Gran Banda, Épocas, Soluna, Aurelio Martínez, Sherry y Sheila, Bullaka Family y KlanDestinos. También se unirán a la celebración El Padrino, Kazzabe, Santa Fe, Guillermo Anderson, Yurumei Band, de Puerto Rico, Willo y Yanpiele y Melao, de El Salvador, entre otros.

## Historia
En 1917, La Ceiba celebró su primera feria conocida como "La Feria Isidra", en honor de su santo patrono. Fue durante este evento que la ciudad tomó por primera vez a una "Reina de la Feria" . En 1968, se decidió que habría un desfile en honor a la reina de la feria. El desfile se celebró el 25 de mayo con sólo el 5 carrozas que fueron patrocinados por empresas locales. En 1972, más de 15 carrozas se encontraban en el desfile. En 1976, el primer "carnavalito", se celebró en el Barrio Mejía, un barrio local. Muchos vecindarios se les ofreció la oportunidad de tener uno de estos carnavales pequeñas y desfiles, pero el Barrio Mejía fue el único que aceptó. Al ver que este carnavalito fue un éxito, en otros barrios seguido en años posteriores.

## El Carnaval Hoy en día
Hoy en día el Carnaval de La Ceiba es considerado el más importante de Honduras y el segundo más importante de Centroamérica después del carnaval de San Miguel en El Salvador que recibe a 1 millón de visitantes. El carnaval de la Amistad en La Ceiba recibe entre 300 mil y 500 mil personas entre nacionales y extranjeros que llegan principalmente de ciudades como Nueva Orleans y otras partes de Estados Unidos, Japón, Taiwán, México, Guatemala, El Salvador, Nicaragua y Costa Rica.
Hoy en día las fiestas comienzan con la coronación de la reina, 2 semanas antes del desfile. Después, el 14 de mayo una pequeña procesión con muchas de las escuelas secundarias locales se lleva a cabo por las principales avenidas de la ciudad. La Fiesta en honor a San Isidoro es el 15 de mayo y es un día de fiesta local.
La semana antes del desfile, de lunes a viernes, muchos de los barrios y colonias tienen su carnavalito. El número de los carnavalitos varía cada año. Los barrios y plazas que tienen o siguen participando con su propio pequeño carnaval son:
1. Barrio La Isla
2. Barrio Inglés
3. Barrio Mejía
4. Barrio El Imán
5. Colonia El Sauce
6. Barrio Solares Nuevos
7. Centro Comercial Mega Plaza
8. Plaza de Premier
9. Colonia Los Maestros

El sábado después de los carnavalito en la tarde el desfile comienza generalmente en el extremo sur de la Avenida San Isidro y recorre todo el camino y termina en la playa. Después del desfile, miles de personas permanecen en la calle, donde muchas personas venden alimentos, bebidas y recuerdos para toda la noche. El evento es considerado como el más grande de Centroamérica, más de 500.000 turistas se recibieron sólo en 2008.